# Salzburgi dóm
A salzburgi dóm a római katolikus egyház Salzburgi főegyházmegyéjének székesegyháza, amely Salzburgi Szent Rupertnek, illetve Szent Virgilnek van szentelve. A barokk stílusú templom 101 méter hosszú, a kereszthajó 69 méteres. A torony 81 méter magas, a kupola 71 méter, a középső hajó pedig 32 méter. A barokk stílusban újjáépített salzburgi dóm Ausztria határain túl is korszakalkotó alkotásnak számít. A monumentális épületet Santin Solari (1576–1646) olasz építész alkotta 1614 és 1628 között iránymutató dupla-tornyos homlokzatával, amely komoly hatással volt a későbbi német templomépítészetre. A jellegzetesen lóhere formájú szentélykörüljáró fölött magasodik a kupola. A templomban 10 ezer személy számára van hely. A dóm 1996 óta Salzburg városának történelmi központjával együtt a Világörökség része.

## Történelme

### A régi dóm
Az első román stílusú székesegyház egy háromhajós bazilika volt, amely narthexszel és saját keresztelőkápolnával rendelkezett. Az épület 774-ben készült el, Szent Virgil püspök-apát 774. szeptember 25-én szentelte fel. Arno érsek (785–821) idején végezték el a dóm első felújítását, kevesebb mint 70 évvel annak befejezése után. 842-ben az épület villámcsapás miatt leégett, három évvel később megkezdődött a helyreállítás. Hartwig érsek alatt a szentély, a kórus és kripta hozzátoldásával az épület nyugatra terjeszkedett 1000 és 1080 között. I. Konrad érsek 1106 és1147 között egészíttette ki a nyugati homlokzatot tornyokkal, létrehozva ezzel a templom westwerkjét. 1167 április 4-ének éjjelén a székesegyház leégett. Állítólag az alföldi grófok gyújtották fel a várost Barbarossa Frigyes császár megbízásából, mert II. Konrad von Babenberg salzburgi érsek nem ismerte el a császár által kinevezett IV. Viktor ellenpápát. Még III. Konrad püspök idején megépült a még impozánsabb öthajós (vagy háromhajós, oldalán kápolnasorokkal) úgynevezett Konradinische Dom, amely akkor az Alpoktól északra a legnagyobb bazilika volt. A mai keresztelőmedence még ebből az épületből származik.
Az 1598-as román székesegyházban történt tűzvész után Wolf Dietrich von Raitenau érsek az erősen megrongálódott, de még mindig használható régi székesegyház egyes részeit lebontatta, hogy a régi épületet korszerűsíttethesse.

### Az új dóm
A régi székesegyház radikális és mára már teljes lebontása csak 1606-ban kezdődött. Ily módon helyet kellett teremteni a mai Residenzplatz, a székesegyház északi fekvésű előterének kiépítéséhez, amelyet eredetileg e tér felé akartak orientálni. A korai tervezési munkálatokat főként Vincenzo Scamozzi végezte. Wolf Dietrich érsek utódja, Markus Sittikus Graf von Hohenems ezután a szintén olasz Santino Solarit vette fel építészmesternek, aki jelentősen csökkentette a korábbi terveken. 1614-ben tették le az új épület alapkövét. 1628. szeptember 25-én a székesegyházat Paris von Lodron érsek szentelte fel, ekkor hangzott fel először a két új orgona is, amelyet az udvari orgonakészítő, Leopold Rotenburger készített. A nyolcnapos székesegyház-felszentelési ünnepségsorozat valószínűleg a legnagyobb történelmi ünnepély volt, amelyet Salzburg városa valaha is megélt. 
1682 októberében valószínűleg először itt mutatták be az 53 részes Missa Salisburgensist a salzburgi érseki székhely 1100. évfordulója alkalmából rendezett ünnepségek keretében. A művet a fennmaradt szakrális barokk zene talán legnagyobb szabású darabjaként tartják számon.
1944. október 16-án a székesegyház az első salzburgi légitámadás során találatot kapott, és a kupolája összeomlott. 1945 és 1959 között a székesegyházat felújították és a kupolát újjáépítették. A székesegyház bombázására az úgynevezett Bomba-misével emlékeznek, amelyet Joseph Messner, a székesegyház akkori zeneigazgatója szerzett.

### Tüzek a székesegyházban
A dóm fennállásának több mint egy évezrede során többször is pusztított tűzvész. Ezek különböző nagyságúak voltak, és az általuk okozott károk mértéke is jelentősen eltért egymástól.
- 1127: A Domplatzon harangöntéskor kitört tűz elpusztította a város nagy részét, beleértve a Szent Péter kollégiumi templomot és magát a székesegyházat is.
- 1167: Ebben az évben a német alföldi területekről betörő grófok állítólag felégették a várost Barbarossa Frigyes császár megbízásából, mert a püspök nem ismerték el a császár által kijelölt ellenpápát.
- 1312: A feljegyzések szerint a tűz akkora volt, hogy még a harangok is elolvadtak a nagy forróság miatt.
- 1598: December 11-én és 12-én éjjel a székesegyház tetőszerkezete leégett. A több hétig tartó folyamatos esőzés és az azt követő havazás miatt a boltozatok fokozatosan beomlottak, így az épület tönkrement.
- 1859: Újabb tűz, amelyet gondatlanság okozott a tetőszerkezet felújításakor.

## A dóm környezete
A székesegyház Salzburg központjában helyezkedik el, ahol nagyrészt szabadon áll. A Salzach felé eső északi oldalon a tágas Residenzplatz határolja, Hohensalzburg fellegvára felé délről a Kapitelplatz, a székesegyház mögött a pedig Residenzplatzhoz tartozó sikátor található. Nyugatra a Residenzplatzon álló régi érseki rezidencia és a Kapitelplatzon álló Szent Péter-kolostor szomszédos vele. A székesegyház, az érseki palota és a kolostor együttesen kerítik körbe a Domplatzot (azaz Dóm teret), ahonnan széles lépcsősor vezet a templom főkapujához. A székesegyház egy-egy árkádsoron, az úgynevezett Dombogenen keresztül kapcsolódik mindkét épülethez, ezek egyben a két szomszédos térre vezető átjárót alkotják. Maga a Domplatz az ellenkező oldalon található, a ferences kolostor és a Großes Festspielhaus felé irányul, ahol szintén egy árkádsor zárja le, az érseki rezidencia Wallis-szárnyánál. 1771 óta a tér közepét egy Mária-oszlop díszíti. A ferences templomból érkezve a szemlélő egy olyan perspektívajátékot tapasztalhat, amelyben a két angyal a székesegyház homlokzatán megkoronázza a Szűz Mária-szobor fejét. 1920 óta a Salzburgi Ünnepi Játékok legismertebb hagyományaként a téren adják elő a Jedermannt, Hugo von Hofmannsthal középkori misztériumjátékokon alapuló színdarabját. Advent idején a Christkindlmarkt karácsonyi vásárát, a szeptember 24-i héten a Rupertikirtag ünnepségeit tartják meg itt. 

## A dóm külseje

### Homlokzat
A Domplatz felé néző korai barokk stílusú westwerkes főhomlokzatot gazdag figurális díszítéssel látták el, amelyet két 81 méter magas torony szegélyez. A homlokzatot untersbergi márvánnyal burkolták be, amely nevével ellentétben valójában márványszerű finom szerkezetű és világos mészkő. A homlokzatot és az oldalsó tornyokat párkánykoszorúkkal vízszintesen három részre osztották, az emeletek magassága felfelé csökken. A szintek toszkán, jón és korinthoszi oszlopfőkkel lezárt pilaszterekkel lettek függőlegesen tagolva. A toronyóra a tornyok második emeletén található, míg a tornyok harmadik emeletét egy-egy keskenyebb nyolcszög alaprajzú dobon nyugvó kupola zárja le. A székesegyház többi román stílusú homlokzata nyers és díszítetlen, melyet a burkolatlan konglomerátum falazat alkot, amely Salzburgban gyakori építőanyagnak számít.
Az előcsarnok (narthex) kapurácsai a székesegyház három felszentelésének évszámát örökítik meg, a 3 évszáma  774, 1628 és 1959. A kapuk előtt négy, a valóságosnál nagyobb alak található, a lábazaton kívül Guidobald von Thun, belül pedig Johann Ernst von Thun érsek címere látható. A két szélső figura 1660-ból származik, és Bartholomäus van Opstal alkotásai. A szobrok székesegyház patrónusait ábrázolják: balra helyezkedik el Szent Rupert sós hordóval, jobbra pedig Szent Virgil a templom makettjével. Bár a pózok kissé statikusak, a faragások részletei mind a püspök köntösében, mind a címereken sokkal finomabbak és aprólékosabbak, mint Mandl mozgóbb alakjai. A két központi alakot Bernhard Michael Mandl salzburgi szobrász készítette 1697–1698-ban. A bal oldalon a kulcsokat tartó Szent Péter, a jobb oldalon a karddal ábrázolt Szent Pál apostol áll. A székesegyház bejárata a négy nagy méretű szobor mögött nyílik. A 2. emeleti korláton a négy evangélista: Lukács, Máté, Márk, és János alakja látható. Az evangélisták sorrendje nem felel meg az Ezékiel könyve 1: 4–10 (Máté – Márk – Lukács – János) szerinti kanonikus és újszövetségi sorrendnek. A székesegyháznál a négy evangélistát balról jobbra rendezték az állatövi jegyek és a belőlük kirajzolódó evangélista szimbólumok ellentétének megfelelően. Az állatövben a Bika (Lukács) szemben áll a Skorpióval (Babilóniában Gyermek csillagkép, amely Máténak felel meg) és az Oroszlán (Márk) szemben helyezkedik el a Vízöntővel (Babilóniában Sas, amely pedig János jelképe).  
Az ablakok oromzatos tetején megtalálható az oroszlán és a kőszáli kecske, amelyek Paris Lodron és Markus Sittikus címerállatai. Két koronát tartó angyalfigurát helyeztek el a központi ablak fölé. A székesegyház oromzatán áll Mózes a kőtáblákkal a bal oldalon, Illés próféta a jobb oldalon és a Megváltó Krisztus (Salvator) figurája középen. Ezt a három szobrot valószínűleg 1660 körül alkotta Tommaso Garove Allio. A székesegyház homlokzatának összes alakja a középpontba és így a belépő hívőkre, valamint az oromzaton lévő Krisztusra, a főhajó boltíves mennyezetén lévő passió-jelenetre és a főoltárnál elhelyezett Jézus feltámadását ábrázoló kép felé néz.
Az amúgy is súlyosan megrongálódott homlokzatot utoljára az 1990-es évek végén sikerült teljesen helyreállítani. Ennek teljes költségvetése 70 millió osztrák shilling (mai árfolyamon mintegy 5 millió euró) volt, amelyet Johannes Neuhardt prelátus elkötelezett munkájával sikerült összegyűjteni.

## A dóm belseje

### Főhajó
A 32 méter belmagasságú főhajót Donato Mascagni és Ignazio Solari (Santino fia) mennyezetfreskói díszítik, amelyek Jézus életének és szenvedésének jeleneteit mutatják be. 15 nagy képen Krisztus szenvedéstörténete látható a keresztrefeszítésig, tíz kisebb képen Krisztus életének részletei láthatók, a kánai menyegzőtől kezdve a Jeruzsálembe való bevonulásáig. A stukkó az egész székesegyházban Giuseppe Bassarino műhelyéből származik, és valószínűleg 1628 körül készült. A fehér stukkót fekete bemélyedésekkel és rovátkákkal, indák, és akantuszlevelek ábrázolásával tették díszesebbé.

### Oldalkápolnák
A salzburgi dóm főhajójából négy boltív nyílik és egy további trifórium található az előcsarnok felett. A hajó mindkét oldalán egy-egy kápolnasor található. Az egy oldalon lévő négy kápolnát egy boltozatos folyosó köti össze egymással, míg egy-egy félkörös boltívvel nyílnak a főhajó felé. E kápolnák mindegyikének megvan a maga mellékoltára. A Distributio Capellarum Beneficiatarum in Ecclesia Metropolitica Salzburgensi, azaz a tematikus program a nyolc hajós kápolna megtervezéséhez Paris Lodron munkája, amelyet 1652. március 16-i keltezéssel írt meg.

#### Északi kápolnasor
Az északi kápolnasor az úgynevezett evangéliumi oldal, vagyis a nők oldala. A kápolnasor a keresztelőkápolnával kezdődik, ahol a bronz keresztelőkút is található. Ez a kápolna eredetileg a déli oldalon volt, és csak a 19. században cserélték fel a Szent Sebestyén és Rókus-kápolnával. Ezt követi a a Szent Anna-kápolna (Joachim von Sandrart munkája), a Krisztus színeváltozásának kápolnája (oltárképét Johann Joseph Fackler készítette). 1828-ig volt egy Szent Vince-kápolna volt J.H. Schönfeld képével. A kereszthajó előtt található a Kereszt-kápolna (Karel Škréta). Mindegyik kápolnában Ludwig Glötzle mennyezeti freskói láthatóak.

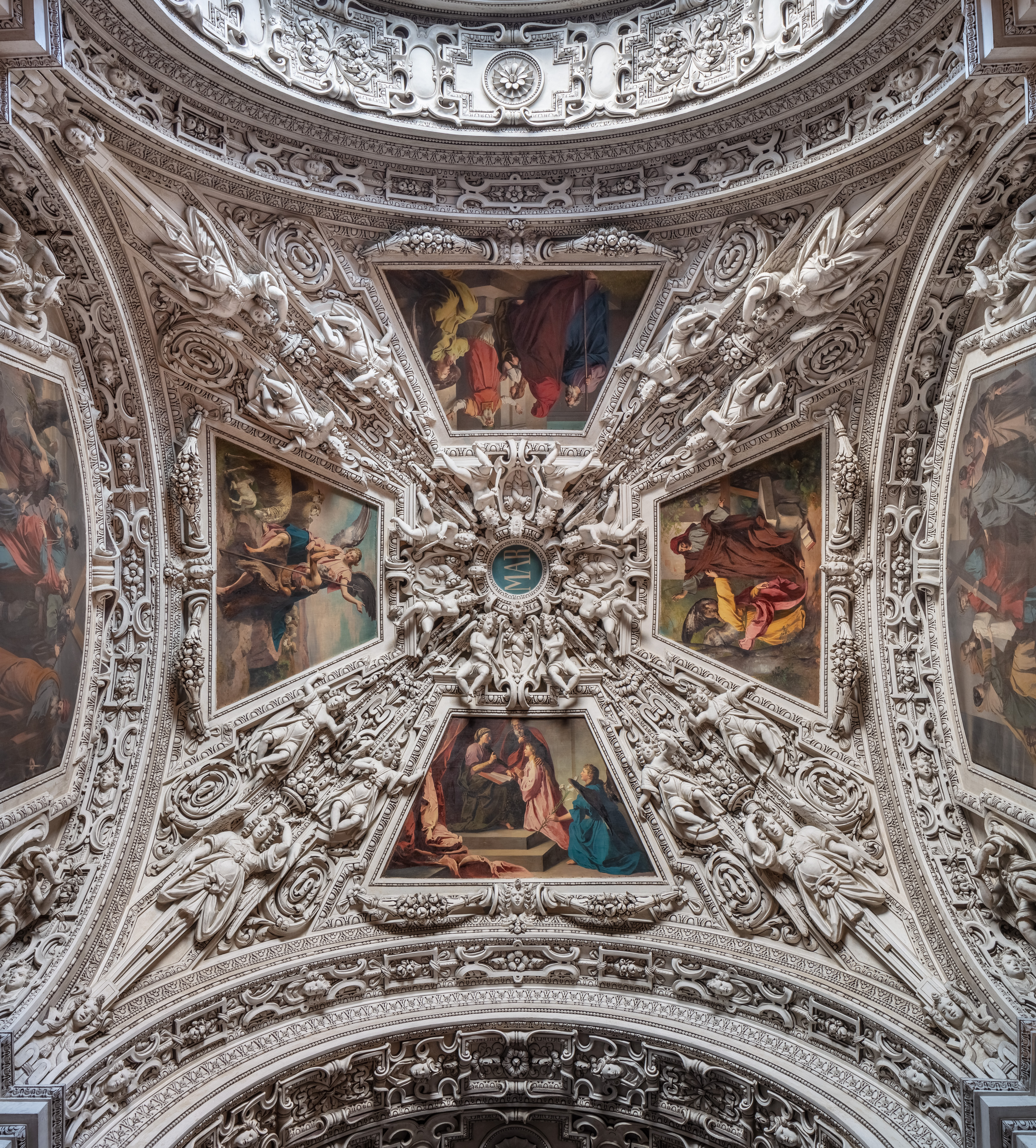
A keresztelőkápolna mennyezeti freskói
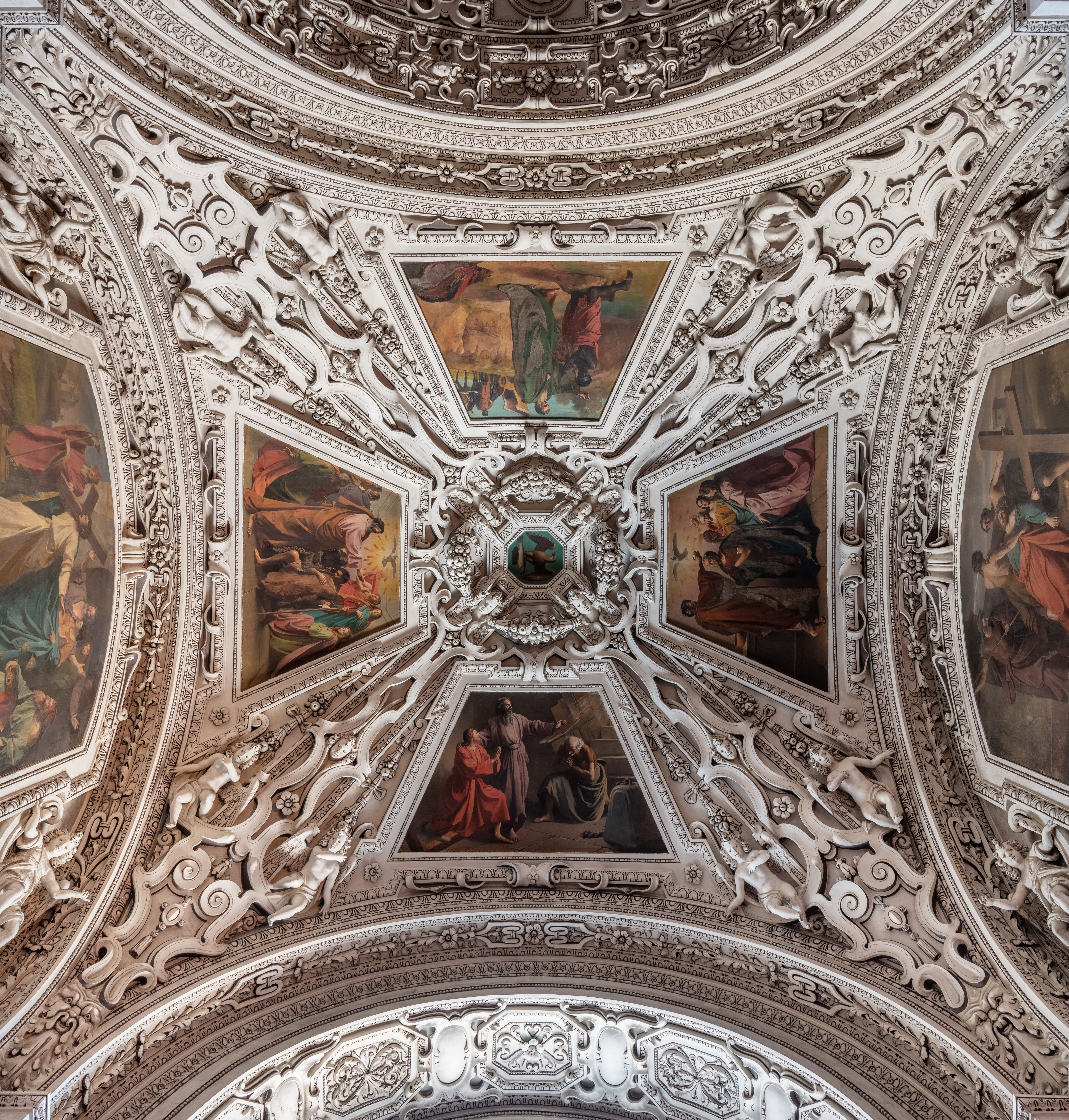
A Szent Anna-kápolna
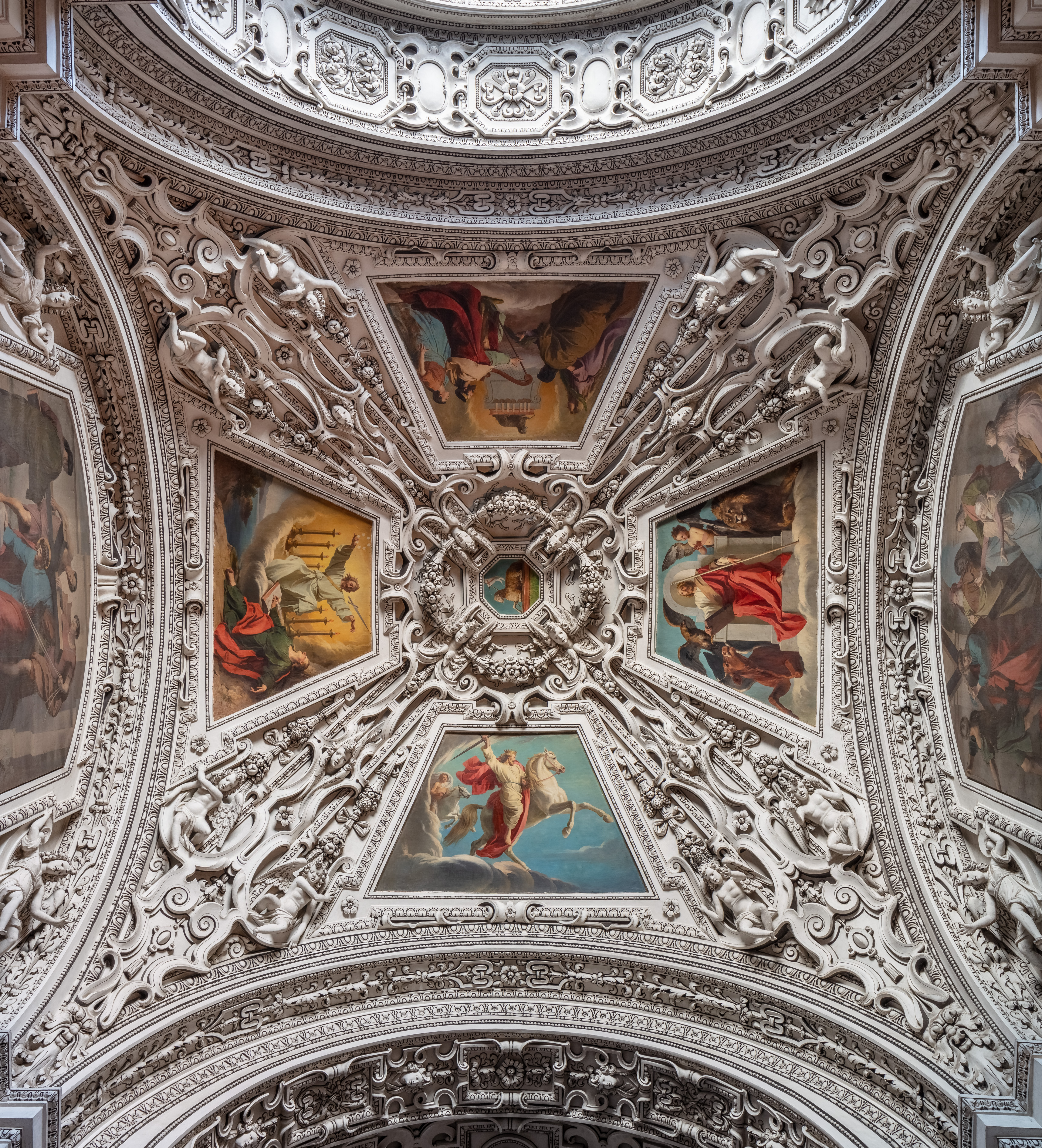
Krisztus színeváltozásának kápolnája
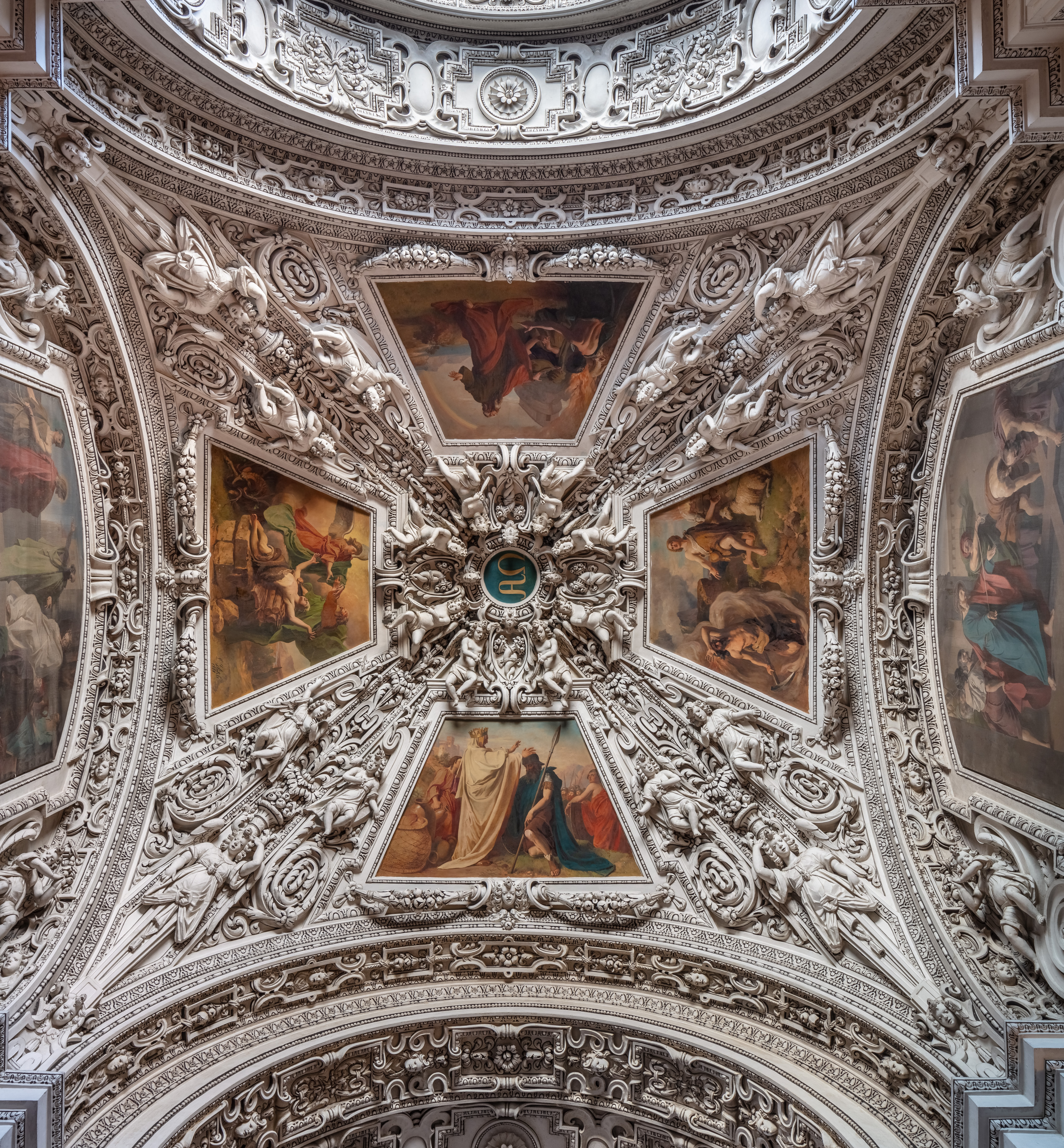
Kereszt-kápolna

#### Déli kápolnasor
A déli kápolnasor az úgynevezett apostoli oldal, avagy a férfiak oldala. Itt áll az áthelyezett Szent Sebestyén és Rókus-kápolna (oltárképét Johann Heinrich Schönfeld alkotta). Az 1321-ből származó keresztelőkút egykor a déli oldal bejárata mellett állt, mielőtt a jelenlegi helyére került. Ezt követi (2) a Borromei Szent Károly-kápolna (szintén Schönfeld munkája), a Szent Márton és Hieronymus-kápolna (Schönfeld) és a Szentlélek kiáradása-kápolna (Karel Škréta ). Az északi oldalhoz hasonlóan minden kápolnában Ludwig Glötzle mennyezeti festményei találhatók.

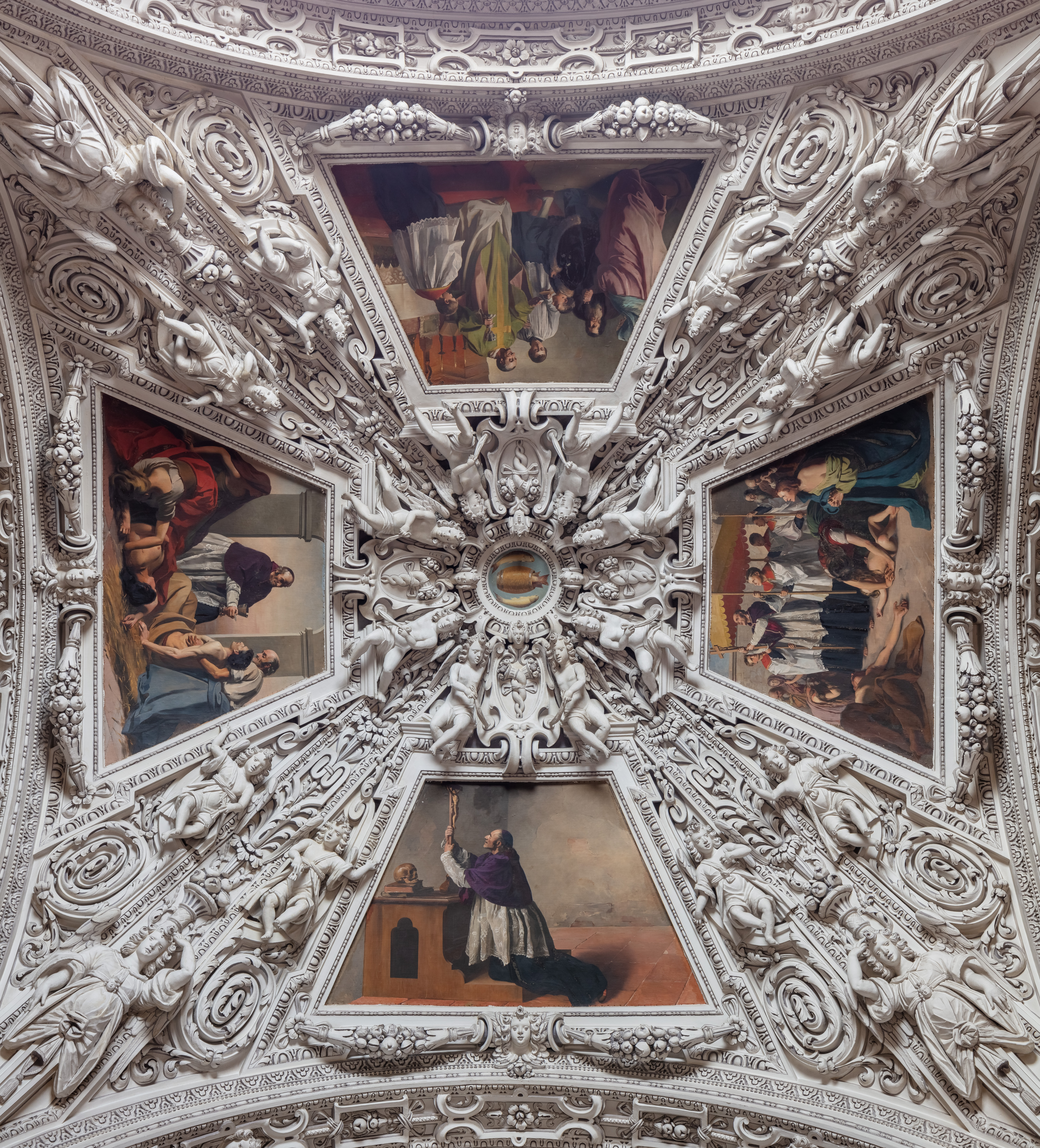
Szent Sebestyén és Rókus-kápolna
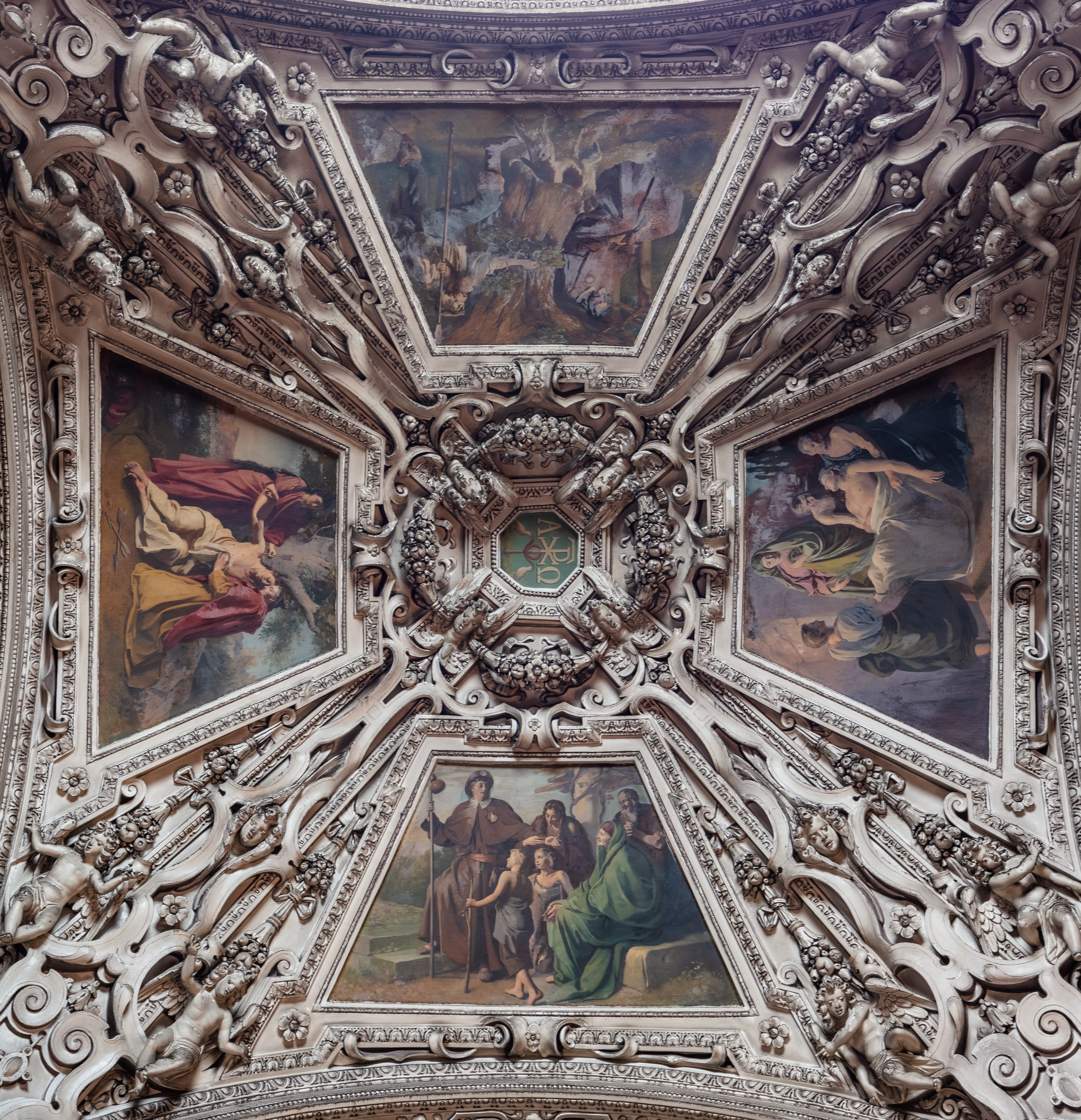
Borromei Szent Károly-kápolna
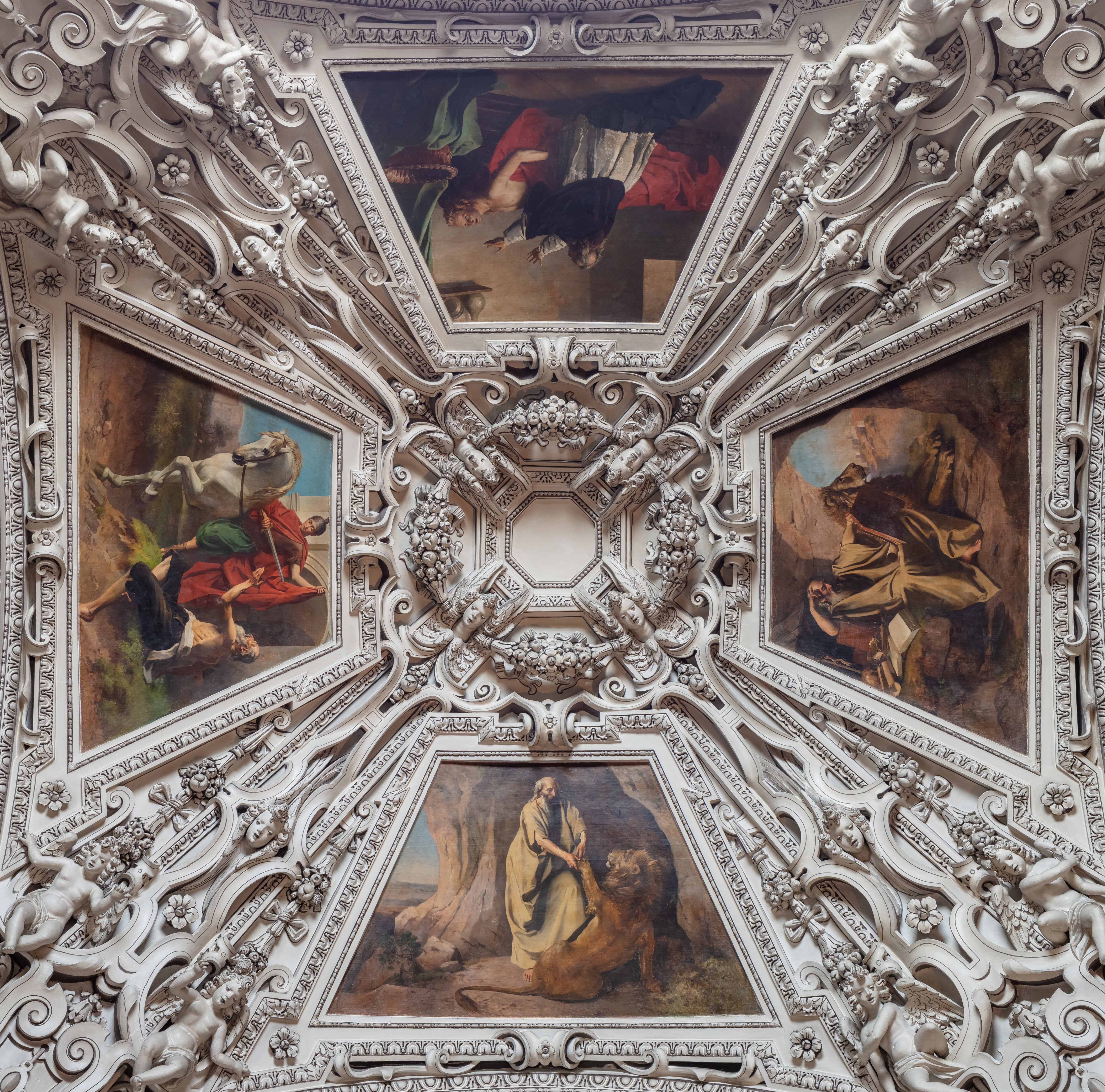
Szent Márton és Hieronymus-kápolna
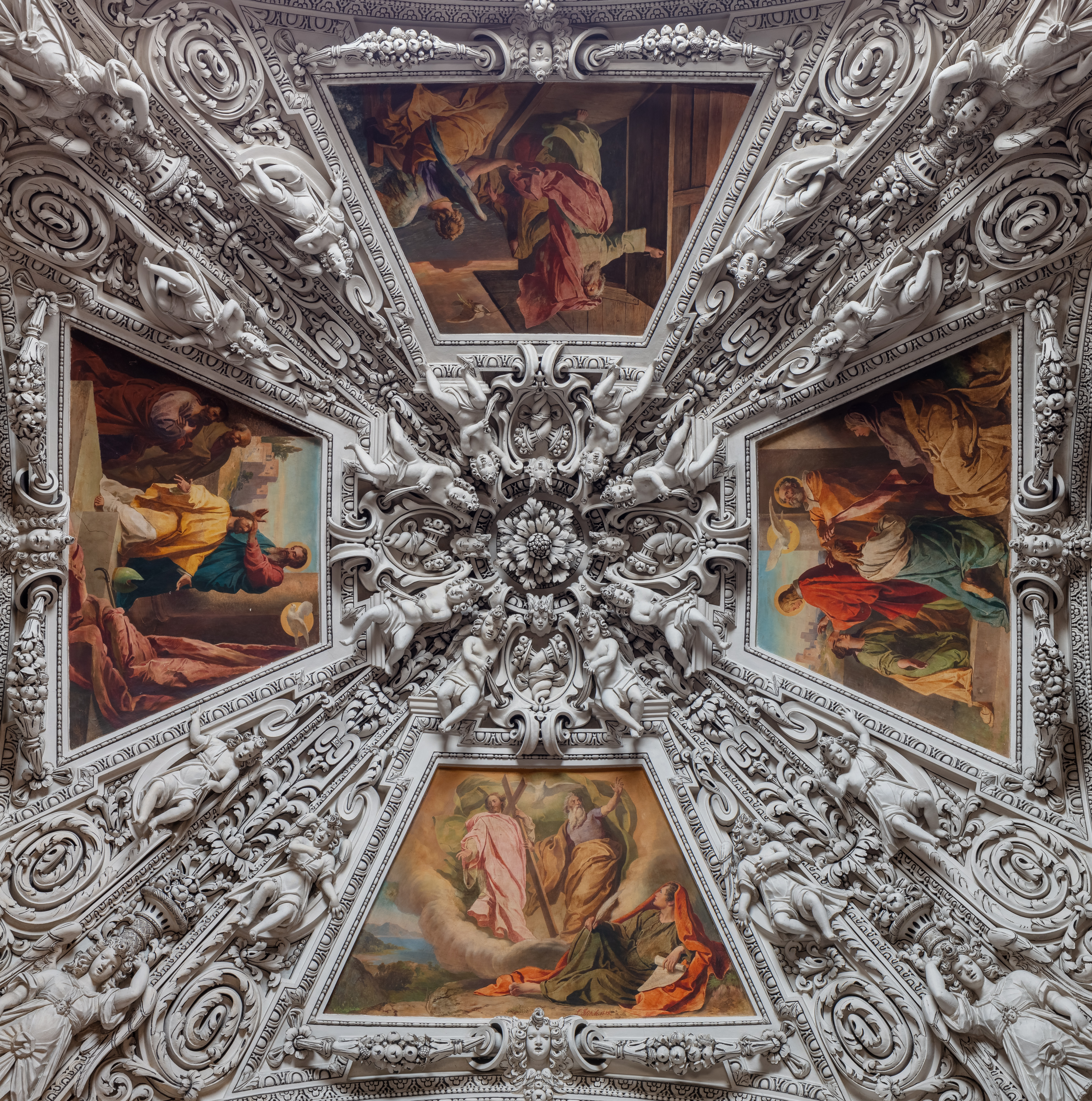
Szentlélek kiáradása-kápolna

### Keresztelőkút

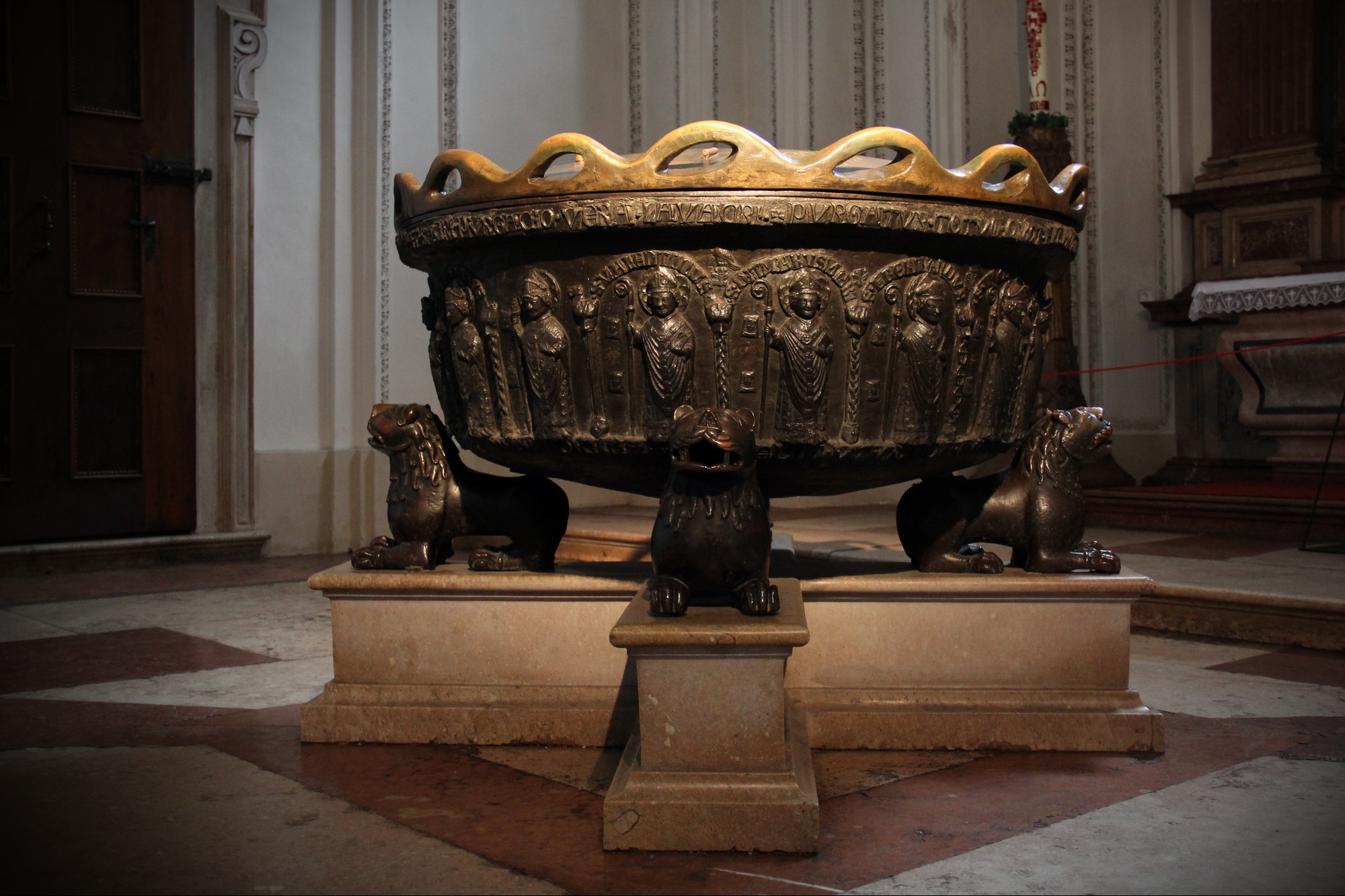
Az ősi bronz keresztelőkút

A keresztelőkút egy bronzöntvény, amely még az előző épületből származik. A felirata szerint Heinrich mester készítette 1321-ben. A román stílusú bronzoroszlánokeredete, amelyeken a keresztelőmedence áll, a 12. század második felére nyúlik vissza. A medence felső peremén latin nyelvű felirat áll: „SVM . VAS . EX . (A)ERE . FACIAM . PECCATA . DELERE + PER . ME . FIT . SACRI . PVRGACIO . VERA . LAVACRI . + PVRGATVR . TOTVM . QVOT . FIT . BAPTISMATE . LOTVM + M(agister) . HEI(n)RIC’(us) . ME . FECIT .:. + ANNO . D(omi)NI . M.C.C.C.X.X.I. +“ („Bronzból készült edény vagyok. Eltörlöm a bűnöket. Az igazi megtisztulás rajtam keresztül  a szent fürdőben történik. Teljesen megtisztul,  akit a keresztségben megmosnak. Heinrich mester az Úr 1321. évében hozott létre engem.”). Ez egy rímelő mondás (aere / delere, sacri / lavacri, totum / lotum), ami hasonló módon megtalálható a korszak több keresztelőkútján is. Az alsó szélén a felirat így hangzik:  „GRACIA . DIVINA . PECCATORVM . MEDICINA .+. ME. DEDIT. VT. MVNDA. MENS . FIAT. FONTIS . IN . VNDA. (Eichenzweig-Relief) LEX. VETVS . ERRAVIT . NOVA . LEX. ME . SANCTIFICAVIT .+.“ („ Az isteni kegyelem megadja az eszközöket bűneim gyógyítására, hogy a lélek tiszta legyen a forrás vizében. A régi törvény téves volt, az új törvény megszentelt engem”.) Ez a szöveg is rímpárokat tartalmaz (divina / medicina, munda / unda, erravit / sanctificavit). Az alsó felirat összeköti a keresztséget az ágostoni teológiával, és így tanúskodik a székesegyházi káptalan hagyományairól, mivel a káptalant 1122–1514 között az Ágoston-rendi regulák szabályozták.
A medence falán 16 salzburgi szent, püspök és apát ábrázolása látható: Szent Rupert, Szent Virgil, Szent Márton, Szent Eberhard, Szent Hartvig, Szent Ditmarus, Szent Vitalis, Szent Ágoston, (két név olvashatatlan), Szent Valentin, Szent Ditmár vértanú, Szent Eberhard, Szent János, Szent Maximilian és Szent Amandus. A keresztelőkút fedelét Toni Schneider-Manzell tervezte 1959-ben, és tizenkét ó- és újszövetségi motívumot ábrázol a keresztelési szimbólumok közül.
A keresztelőkút nevezetessége, hogy benne keresztelték meg a város leghíresebb szülöttét, Wolfgang Amadeus Mozartot 1756. január 28-án.

### Orgonák
A salzburgi dóm 1995 óta 7 független orgonával rendelkezik: az 1988-as fő orgona a nyugati galérián található, emellett öt 1990 utáni hangszer áll a négyezet oszlopainak galériáin, egy kis méretű mozgatható pedig az északi sekrestye ajtaja mellett. A székesegyház mind a hét orgonája tisztán mechanikus módon szólaltatható meg. A több külön hangszeren történő együttes zenélés elve, szólójátékkal kiegészítve, elsősorban Itáliából származik. A dóm háromkagylós kórusában öt csoport játszhat egyszerre: egy a Szent Ferenc-oltár előtt és a négy galérián lévő orgonákon. A mai elrendezés hasonló a székesegyház 1859-ig tartó zeneművészeti gyakorlatához, amikor is a presbitériumban és a négy galérián játszottak. Ez a felállás 1995-ben állt helyre, amikor is befejeződött a háborúban megsemmisült hangszerek pótlása. A régi nagy orgonának, amelyet 75 évvel a dóm megnyitása után készítettek el, mindössze másodlagos szerepe volt a székesegyház zenéjében: ünnepi orgonaként csak akkor hallották, amikor az érsek be- vagy kivonult a nyugati kapun. Ez a darab önmagában 4121 síppal és 58 regiszterrel rendelkezik, ezzel Ausztriában a második legnagyobb orgona, míg a teljes hangszeregyüttes összesen 8011 sípot és 128 regisztert tartalmaz.

### Kupolatér
A kupola alóli területről három apsziskápolna nyílik úgynevezett trikonchos elrendezésben. Az épület ezzel kapcsolódik a román stílushoz, azaz emlékeztet a reformáció előtti hagyományokra, de valószínűleg a római Szent Péter-bazilika is mintául szolgálhatott. Az 1598-ban leégett székesegyháznak már három kupolája volt. Vincenzo Scamozzi ezt nagyon markáns formában akarta megjeleníteni az öthajós székesegyházat tartalmazó tervében. Santino Solari ismerte az előd Vincenzo Scamozzi székesegyházának tervét, amely már építés alatt állt, a maga részéről csökkentette a székesegyház méreteit, de a templom szentély felőli végét lóhere alaprajzban zárta le. A salzburgi székesegyház kupolája a római Esquiline-i Santa Maria Maggiore pápai bazilika Sixtus-kápolnájának kupoláján alapszik, amelyet Domenico Fontana tervezett 1585-ben. 1590-ben Rómában megjelent Della trasportatione dell’obelisco vaticano et delle fabriche di nostro Papa Sisto V  című építészeti értekezése döntő hatással volt a Markus Sittikus vezetésével létrehozott salzburgi épületekre.

### Szentély
Az 1628-ból származó barokk főoltár kialakítását a székesegyház építőjének, Santino Solarinak tulajdonítják. A főoltár szabadon álló fehérmárvány szerkezettel rendelkezik, melyet oldalról 3-3 korinthoszi oszlopfős vörösmárvány oszlop támaszt meg. Az oltárkép Arsenio Mascagn alkotása, és Krisztus feltámadását mutatja be. Az oltárkép felett találhatók a templompatrónusainak szobrai: Szent Rupert és Szent Virgil, valamint a vallás és szeretet allegóriái. Ezeket a szobrokat az idősebb Pernegger mestereknek és Hans Waldburgernek tulajdonítják. Az alakok között a latin NOTAS MIHI FECISTI VIAS VITÆ felirat olvasható (Az élet útjára tanítasz engem) a Zsoltárok könyve 16:11-ből. A főoltár oromzatán három angyal áll, a timpanon tetején középen levő aranyozott keresztet tart. A a kórusban és a székesegyház oltára feletti falakon és a mennyezeten Krisztus feltámadásának és mennybemeneteleinek képei láthatók.  

## Harangok
A Marienglocke (Mária-harang) és a Virgilglocke (Virgil-harang) a barokk korból származnak, II. Wolfgang  (1575–1632) és Johann Neidhart (1600–1635 körül) augsburgi harangöntőmesterek készítették őket több társukkal együtt, koruk legértékesebb harangjai közé tartoztak. Az 1628-ból származó barokk székesegyház hangzása eredetileg 7 harangból állt, össztömege 10 405 kg volt.
Az első világháború idején ezekből a harangokból többet leszereltek és beolvasztottak hadi célokból. 1928-ban a székesegyház felszentelésének 300. évfordulója alkalmával úgy döntöttek, hogy ismét 7 harangosra egészítik ki a főhangzást. A 4 új, 4096 kg össztömegű harangokat a helyi Oberascher harangöntöde készítette. A harangokat 1928-ban Nagyboldogasszony ünnepén (augusztus 15-én) avatták fel. Ezeket a harangokat azonban 1942-ben a második világháború miatt ismét elvitték, szerencsére a megmaradt barokk harangokat megkímélték. Csak az ötvenes évek vége felé készültek új tervek a harangok ismételt pótlására. Az új harangokat ismét az Oberascher cég öntötte 1961. július 29-én.
Az új Oberascher-harangokat különösen vastag palástú, módosított barokk formában öntötték, amelyet kifejezetten a székesegyház harangjainak terveztek. Az új darabokat ezzel a módszerrel a még meglévő barokk öntvények nehéz és vastag palástjához való hasonlóságuk miatt jobban össze lehetett hangolni, amelyet az alapító Sippel mester különleges eredménynek tartott. Valószínűleg ez az egyetlen alkalom az osztrák harangöntés történetében, amikor szándékosan az új harangok hangját igazították a már meglévő régi állományhoz, és nem a régi darabokat hangolták át.
A harangok ünnepélyes felszentelését 1961. szeptember 24-én végezte Rohracher érsek. A székesegyház harangjai először 1961 adventjének kezdetén szólaltak meg, a lakosság nagy örömmel fogadta az új hangzást.
A Salvatorglocke (Megváltó-harang) 14 256 kg-os tömegével a világ egyik legnagyobb szabadon lengő harangja, és Ausztria második legnagyobbja a bécsi Szent István-székesegyházban található híres Pummerin után. Ezenkívül többen a salzburgi székesegyház összhangzatát tartják a legszebb hangzásnak Ausztriában. A harangok a helyi szokásoknak megfelelően nyelvfogó berendezéssel szólaltathatók meg vagy állíthatók le azonnal. A harangok össztömege 32 443 kg, amivel Ausztriában és a Dél-Németországban is a legnagyobbnak számít, a teljes német nyelvterületen is csak a kölni dóm hangzatának össztömege (50 740 kg) haladja meg a salzburgit. Számozásuk eltér az általános szokásoktól, mivel az 1-es a legkisebb, míg a hetes a legnagyobb harangot jelöli, míg a legtöbb helyen éppen ennek a fordítottja terjedt el.
| Számozás | Név      | Öntés éve | Harangöntő                                                        | Átmérő (mm) | Tömeg (kg) | Hangmagasság (félhang= -1/8) | Torony |
| 7        | Salvator | 1961      | Robert Schwindt és Ing. Georg Sippel (Glockengießerei Oberascher) | 2790        | 14 256     | es0 +4                       | északi |
| 6        | Rupertus | 1961      | Robert Schwindt és Ing. Georg Sippel (Glockengießerei Oberascher) | 2330        | 8273       | ges0 +4                      | déli   |
| 5        | Maria    | 1628      | Wolfgang és Johann Neidhart                                       | 1830        | 4004       | b0 +4                        | déli   |
| 4        | Josef    | 1961      | Robert Schwindt és Ing. Georg Sippel (Glockengießerei Oberascher) | 1560        | 2517       | des1 +4                      | déli   |
| 3        | Virgil   | 1628      | Wolfgang és Johann Neidhart                                       | 1360        | 1648       | es1 +4                       | déli   |
| 2        | Leonhard | 1961      | Robert Schwindt és Ing. Georg Sippel (Glockengießerei Oberascher) | 1190        | 1025       | ges1 +4                      | déli   |
| 1        | Barbara  | 1961      | Robert Schwindt és Ing. Georg Sippel (Glockengießerei Oberascher) | 1040        | 715        | as1 +4                       | déli   |

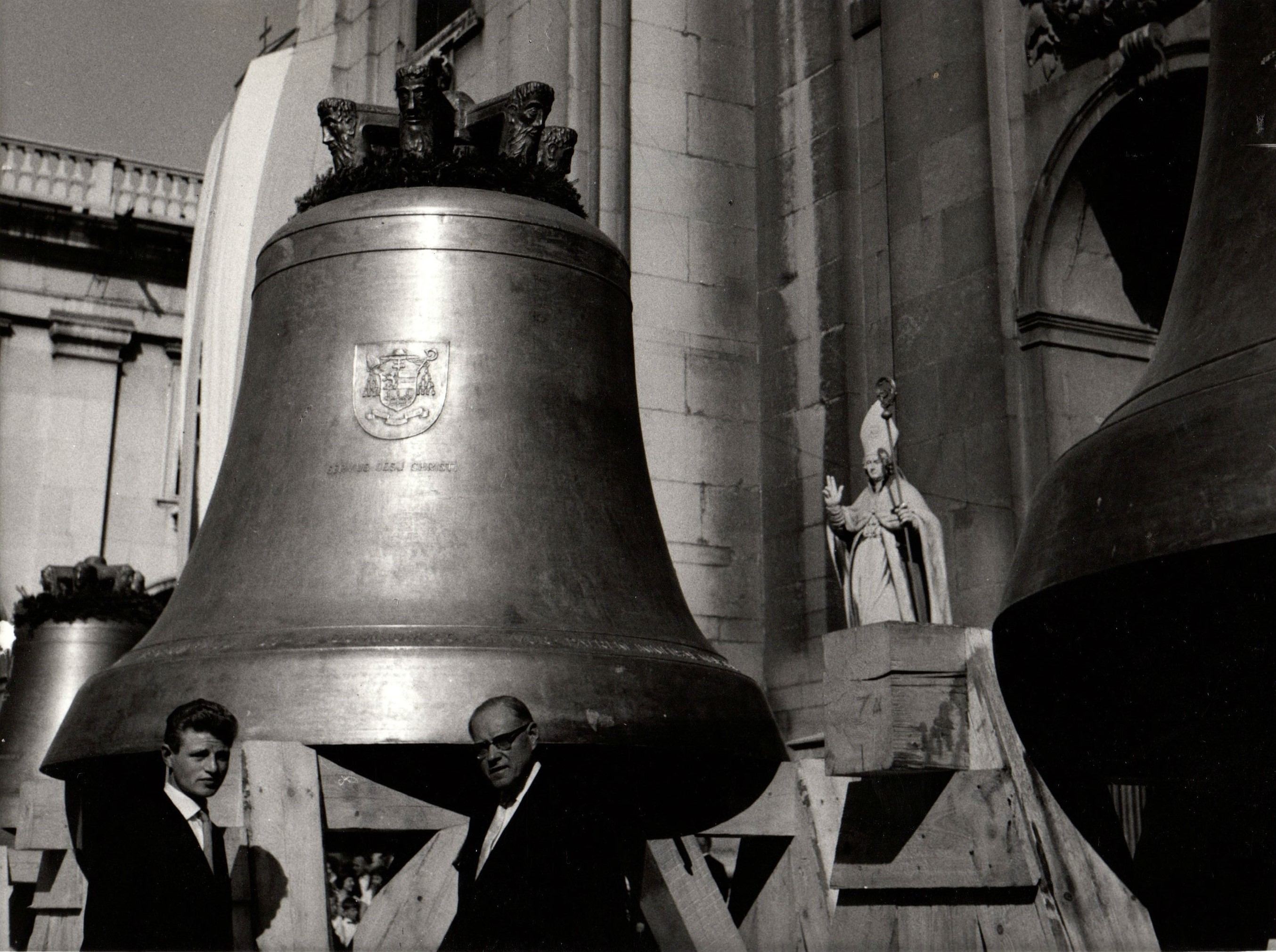
Georg Sippel öntőmester a Salvator-haranggal annak behelyezése előtt
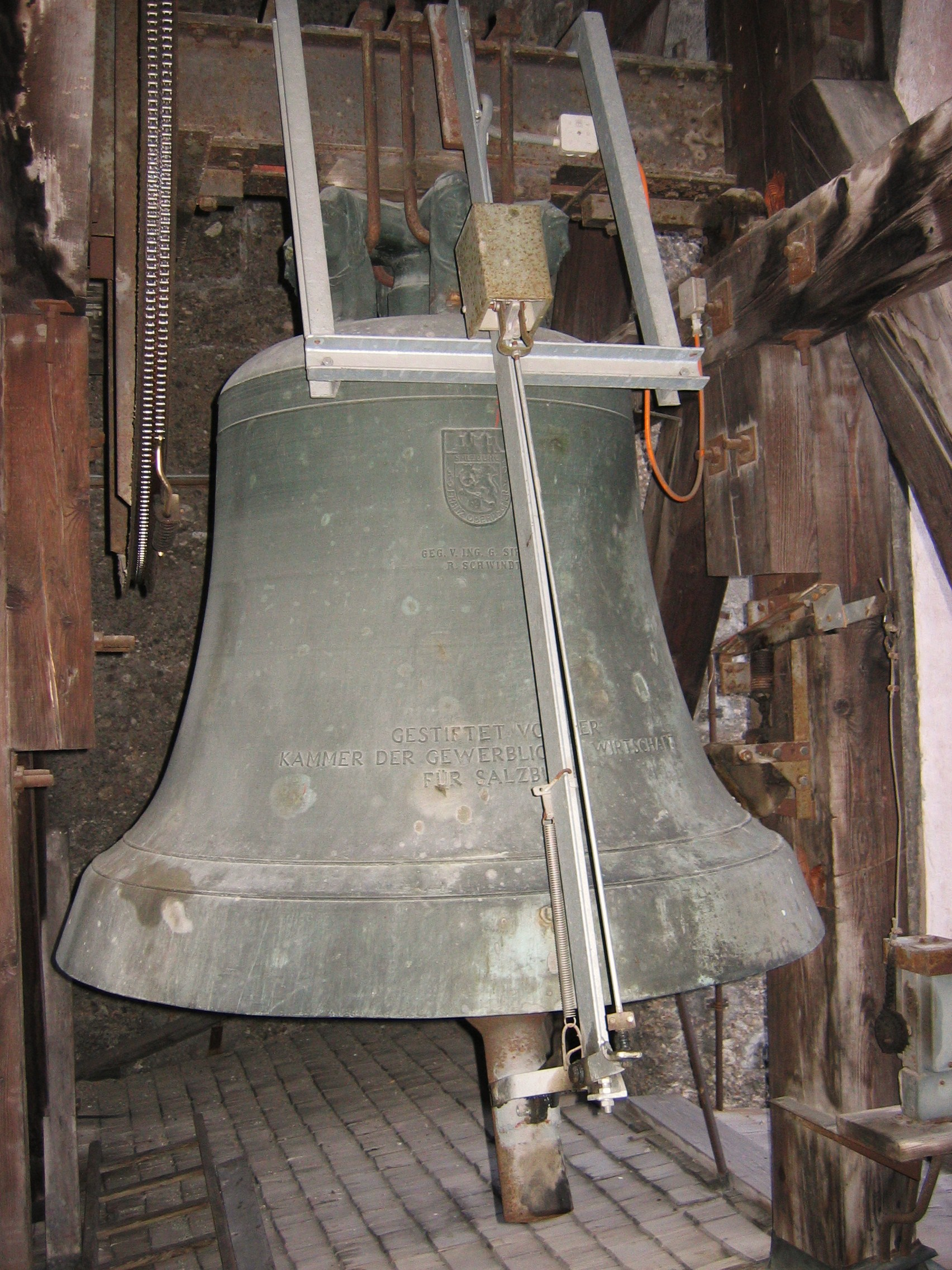
A Josef-harang a nyelvfogó szerkezettel
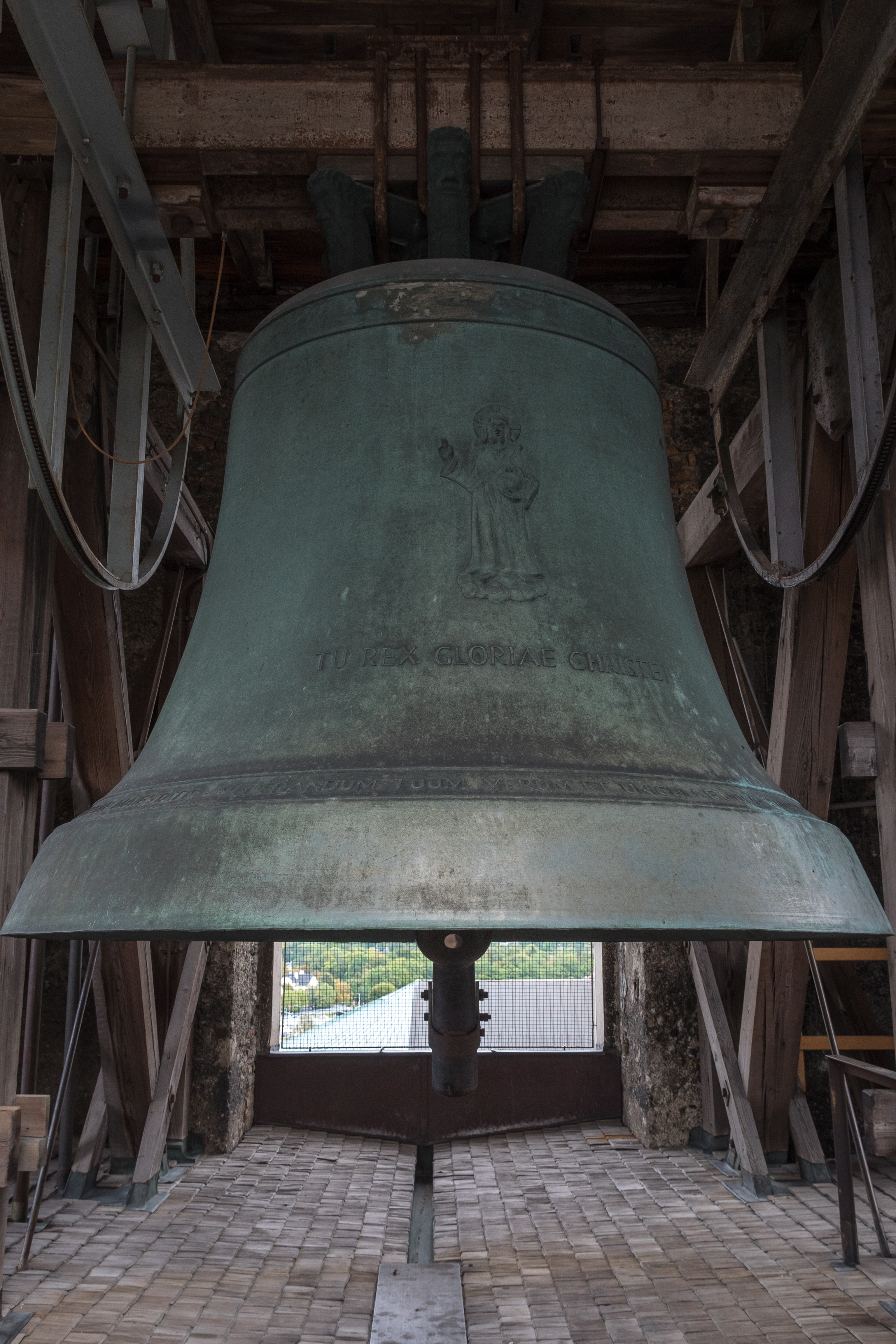
A Salvator-harang

## Fordítás
- Ez a szócikk részben vagy egészben  a   Salzburger Dom című német Wikipédia-szócikk ezen változatának fordításán alapul.  Az eredeti cikk szerkesztőit annak laptörténete sorolja fel. Ez a jelzés csupán a megfogalmazás eredetét és a szerzői jogokat jelzi, nem szolgál a cikkben szereplő információk forrásmegjelöléseként.